# Jamaica International Invitational 2018
Il Jamaica International Invitational 2018 è stato la 15ª edizione dell'annuale meeting di atletica leggera; le competizioni hanno avuto luogo all'Independence Park di Kingston, il 19 maggio 2018. Il meeting è stato anche la tappa inaugurale del circuito World Challenge 2018.

## Risultati[1]

### Uomini
| Specialità     | 1º classificato    | Prestazione | 2º classificato    | Prestazione | 3º classificato  | Prestazione |
| 100 m          | Ronnie Baker       | 10"00       | Mike Rodgers       | 10"04       | Tyquendo Tracey  | 10"14       |
| 200 m          | Christopher Taylor | 20"49       | LaShawn Merritt    | 20"70       | Anaso Jobodwana  | 20"70       |
| 400 m          | Demish Gaye        | 45"08       | Javon Francis      | 45"35       | Bralon Taplin    | 45"41       |
| 800 m          | Ryan Sánchez       | 1'46"00     | Wesley Vázquez     | 1'46"77     | Andrés Arroyo    | 1'47"34     |
| 3000 m         | Alfredo Santana    | 8'01"52     | Dylan Blankenbaker | 8'02"41     | Kemoy Campbell   | 8'07"14     |
| 400 m ostacoli | TJ Holmes          | 48"67       | Shawn Rowe         | 49"12       | Kerron Clement   | 49"37       |
| Salto in alto  | Jamal Wilson       | 2,28 m      | Trevor Barry       | 2,25 m      | Donald Thomas    | 2,25 m      |
| Salto triplo   | Omar Craddock      | 16,59 m     | Donald Scott       | 16,52 m     | Miguel van Assen | 16,44 m     |

### Donne
| Specialità          | 1ª classificata  | Prestazione | 2ª classificata     | Prestazione | 3ª classificata     | Prestazione |
| 100 m               | Elaine Thompson  | 11"06       | Kerron Stewart      | 11"25       | Natasha Morrison    | 11"26       |
| 200 m               | Shericka Jackson | 22"55       | Blessing Okagbare   | 22"66       | Phyllis Francis     | 22"76       |
| 400 m               | Jessica Beard    | 50"52       | Jaide Stepter       | 50"72       | Stephenie McPherson | 50"82       |
| 1500 m              | Stephanie Brown  | 4'12"81     | Rachel Schneider    | 4'13"39     | Marta Pen           | 4'16"09     |
| 100 m ostacoli      | Jasmin Stowers   | 12"83       | Kori Carter         | 12"87       | Kristi Castlin      | 13"09       |
| 400 m ostacoli      | Janieve Russell  | 54"26       | Ashley Spencer      | 55"23       | Leah Nugent         | 55"37       |
| Salto in lungo      | Ese Brume        | 6,82 m      | Sha'Keela Saunders  | 6,65 m      | Tissanna Hickling   | 6,60 m      |
| Getto del peso      | Jeneva Stevens   | 18,17 m     | Danniel Thomas-Dodd | 17,96 m     | Daniella Hill       | 17,69 m     |
| Lancio del martello | DeAnna Price     | 76,27 m     | Gwen Berry          | 71,32 m     | Amanda Bingson      | 69,89 m     |